# Mauritiuskirche (Güglingen)

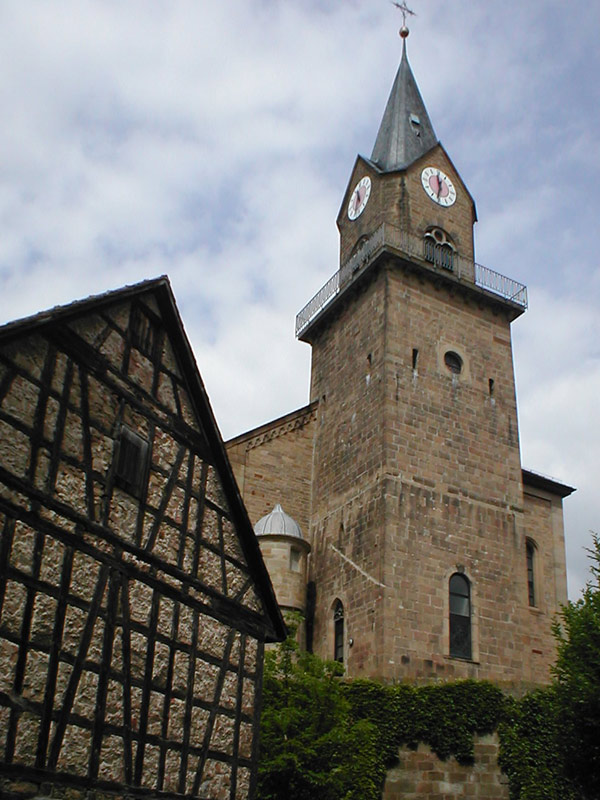
Mauritiuskirche in Güglingen

Die evangelische Mauritiuskirche in Güglingen im Landkreis Heilbronn im nördlichen Baden-Württemberg wurde 1241 erstmals erwähnt. Sie erhielt ihre heutige Gestalt durch den Wiederaufbau nach dem Stadtbrand von 1849 und durch eine umfassende Modernisierung 1976/77.

## Geschichte

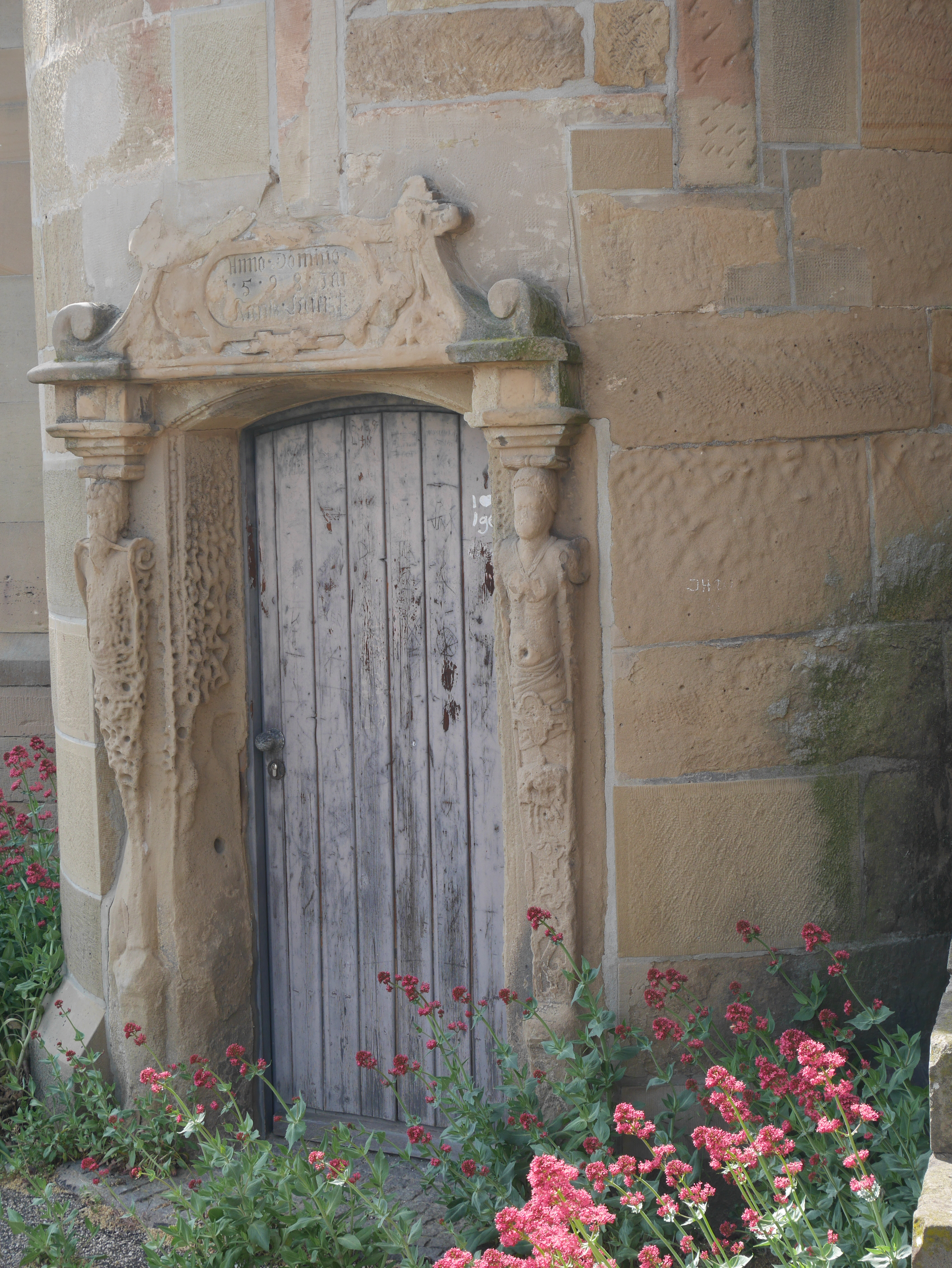

Über die Ursprünge der Mauritiuskirche ist wenig bekannt, ein Kirchenbau bestand in Güglingen aber wohl schon im 8. Jahrhundert. Urkundlich erstmals erwähnt wurde die Kirche 1241. Auf ihr Aussehen im Mittelalter gibt es ebenfalls nur wenig Hinweise. 1295 schenkte Graf Rudolf von Neuffen dem Hl.-Grab-Kloster Speyer das Kirchenpatronat, welches im Zuge der Reformation 1541 an Württemberg abgetreten wurde. Der älteste Bauteil der Kirche ist ein kleines Renaissanceportal von 1598. Im Jahr 1751 wurde die Kirche erneuert, damals entstand auch der Turm in seinen heutigen Ausmaßen. Beim Stadtbrand 1849 wurde die Kirche fast völlig zerstört, lediglich der Turmsockel und das alte Portal von 1598 blieben erhalten.

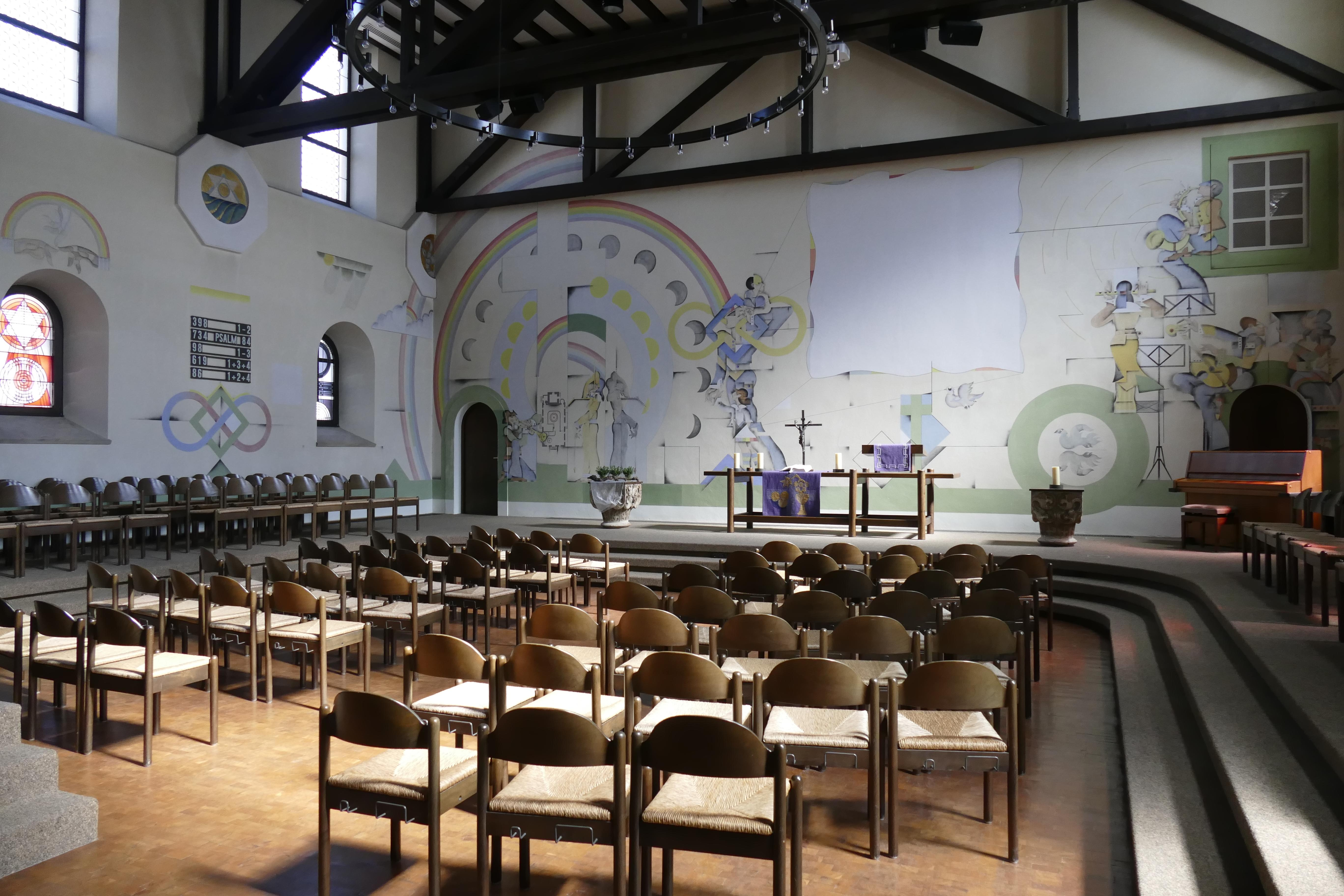
Innenraum

Nach einem Stadt- und Kirchenbrand 1849 ließ Kreisbaurat Abel 1850 die Predigtkirche im Kameralamtsstil mit Kanzelaltarwand am Ostturm von 1752 und dreiseitigen Doppelemporen mit durchgehenden Holzpfeilern neu erbauen. Nach einem Kaminbrand 1966 mit völliger Verrußung der Kirche und Löschwasserschäden erfolgte 1975–1977 durch Heinz Rall die umfassende Renovierung mit Umbau. Im Langhaus wurde eine Zwischendecke eingezogen, um das dadurch geschaffene Obergeschoss als Gemeinderaum zu nutzen. Der Westteil des Langhauses wurde abgetrennt und ebenfalls zu Nutzräumen für die Gemeinde umgewidmet. Den verbliebenen Saalbau gestalteten die Künstler Adam Lude Döring (Wandbilder), Gerhard Dreher (alle Fenster und Kunstverglasung), Ursula Stock (Auflager-Embleme) und Gunther Stilling modern aus. 1988 wurde die Ausstattung um das Güglinger Palmtuch ergänzt, das aus Teilbildern 40 verschiedener Künstler besteht.

## Glocken
Die älteste in Güglingen belegte Glocke ist die Herzog-Christoph-Glocke, die 1557 vom Kloster Kirchbach bei Ochsenbach als Geschenk Herzog Christophs nach Güglingen kam. Weitere historische Glocken gingen wohl in der Zeit der Franzoseneinfälle verloren und wurden 1706 durch zwei neue Glocken ersetzt, die bei Johannes und Franz Ludwig Rosier in Rottenburg gegossen wurden. Die kleinere dieser Glocken wurde 1817 bei Christian Gottlieb Neubert in Ludwigsburg umgegossen. Die alte Herzog-Christoph-Glocke zersprang an Weihnachten 1839 und wurde im Folgejahr bei Heinrich Kurtz in Stuttgart umgegossen. Beim Stadtbrand 1849 sind alle Glocken der Kirche zerschmolzen.
1850 erhielt die Kirche vier neue Glocken von Kurtz in Stuttgart. Die Eusebia-Glocke hatte den Schlagton d‘, einen Durchmesser von 130 cm und ein Gewicht von 1100 kg. Die Urania-Glocke hatte den Schlagton a‘, einen Durchmesser von 85 cm und ein Gewicht von 384 kg. Die Concordia-Glocke hatte den Schlagton d‘‘, einen Durchmesser von 65 cm und ein Gewicht von 294 kg. Die Caritas-Glocke wurde schon 1851 wieder umgegossen und hatte danach den Schlagton fis‘ und ein Gewicht von 431 kg. Die drei kleinsten Glocken wurden 1917 im Ersten Weltkrieg eingeschmolzen, so dass nur die Eusebia-Glocke im Turm verblieb.
1922 kam mit der neuen Urania-Glocke, die den Schlagton a‘, einen Durchmesser von 90 cm und ein Gewicht von 450 kg hatte, ein erster Ersatz von Kurtz in Stuttgart. 1924 folgten aus derselben Gießerei die neue Caritas-Glocke mit Schlagton fis‘, einem Durchmesser von 107 cm und einem Gewicht von 620 kg, sowie die neue Concordia-Glocke mit Schlagton d‘‘, einem Durchmesser von 65 cm und einem Gewicht von 156 kg. Im Zweiten Weltkrieg wurden die drei größten Glocken eingeschmolzen, so dass nur die Concordia-Glocke von 1924 in Güglingen verblieb.
Als erste Güglinger Ersatzglocke nach dem Zweiten Weltkrieg goss Kurtz in Stuttgart 1948 die Kreuzglocke mit Schlagton b‘, einem Durchmesser von 89 cm und einem Gewicht von 380 kg. 1950 folgte ebenfalls von Kurtz die Zeichen- und Schiedglocke mit Schlagton c‘‘, einem Durchmesser von 76,8 cm und einem Gewicht von 276 kg. 1958 kam für die in jenem Jahr eingeschmolzene Concordia-Glocke die bei der Glockengießerei Bachert in Heilbronn gegossene Kreuzglocke mit dem Schlagton g‘, einem Durchmesser von 108 cm und einem Gewicht von 700 kg hinzu. Das heutige fünfstimmige Geläut wurde 1977 durch zwei bei Bachert in Bad Friedrichshall-Kochendorf gegossene Glocken vervollständigt. Die Glocke Dominika hat den Schlagton es‘, einen Durchmesser von 146,3 cm und ein Gewicht von 1404 kg. Die Taufglocke hat den Schlagton es‘‘, einen Durchmesser von 70,6 cm und ein Gewicht von 208 kg.